# Liulin (socken i Kina, Hubei)
Liulin (kinesiska: 柳林, 柳林乡) är en socken i Kina. Den ligger i provinsen Hubei, i den centrala delen av landet, omkring 430 kilometer väster om provinshuvudstaden Wuhan.
Genomsnittlig årsnederbörd är 1 180 millimeter. Den regnigaste månaden är september, med i genomsnitt 207 mm nederbörd, och den torraste är december, med 12 mm nederbörd.